# Funivia del Teide
La funivia del Teide (in spagnolo nota come teleférico del Teide) è una funivia che consente di raggiungere la parte sommitale del vulcano Teide, sull'isola di Tenerife (Canarie).
Collega la stazione base, posta a un'altitudine di 2.356 m, con la stazione La Rambleta, posta a 3.555 m. Dal belvedere di quest'ultima, in condizioni di buona visibilità, si possono osservare Gran Canaria, La Palma, El Hierro e La Gomera. L'impianto ricade all'interno del Parco nazionale del Teide.